# Gardaland

Gardaland är en nöjespark placerad intill Gardasjön i Italien. Parken som öppnade 19 juli 1975 har i dag 32 åkattraktioner, varav sex stycken är berg- och dalbanor.